# 최해문
최햄(Choiham, 본명: 최해문, 1981년 1월 6일 ~ )은 대전 하나 시티즌의 콜리더이자 유튜버이다.

## 생애
2002년부터 대전 시티즌 서포터로 활동 시작, 2004년부터 콜리더 하고 있으며. 대전 시티즌 엠블럼을 팔뚝에 문신, 본적을 대전광역시 유성구 노은동 1997번지로 등록할 정도로 강한 애정 표현하였다. 2014년, 전북 현대 모터스 초청으로 최은성의 은퇴식 참석할 수 있게 되었고 하프타임에 대표로 그라운드에 내려가 최은성 앞에서 절하며 폭풍 오열을 했다. ,  2018년, 우루과이전 앞두고 슛포러브와 카드 섹션 프로젝트 진행했다. 2021 시즌 중반, 경기 후 선수들의 태도를 질책한 장면이 화제가 되었고, 이후 팀 성적이 개선됨.  2022년, 황인범의 국내 복귀를 앞두고 최햄은 "대전이 2부에 있어서 못 온 거다. 작년에 승격했다면 돌아왔어야 했다."라며 아쉬움을 표했다. 황인범은 이에 대해 "대전으로 돌아오겠다는 약속을 지키지 못해 죄송하다. 그래도 대전이 아닌 K리그1 팀으로 가지 말라고 하면 안 가겠다"라고 했고, 최햄은 "너의 뜻을 존중한다. 유럽에서 끝나면 대전으로 복귀를 바란다."라고 말하며 황인범의 입장을 존중하며 대승적으로 이해주었다. 승강 플레이오프 1차전, 카드 섹션 프로젝트 기획.  2023년에는 유튜브 채널 "투지가 있잖아 최햄"을 개설했다. 채널명은 PD의 아이디어로 결정되었다.  2024년, 전북과의 시즌 개막전 앞두고 카드 섹션 프로젝트 기획하였다. ,  2025년, 대전러버스 회장으로 당선되었다.

## 학력
- 조치원고등학교 (졸업)

## 경력
- 2002년 ~ 2004년 대전 시티즌 서포터즈
- 2004년 ~ 대전 하나 시티즌 콜리더
- 2006년 ~ 대전 붉은악마 서포터즈
- 붉은악마 중앙 현장 팀
- 2025 대전러버스 회장

### 영화
- 《사마리아》 (2004년) - 오빠 4 역
- 《눈부신 날에》 (2007년) -
- 《드림》 (2023년) -
- 《수카바티: 극락축구단》 (2024년) -

## 출연 광고
- 2004년 에버랜드 캐리비안 베이편